# Естебан Пињеро Камачо
Естебан Пињеро Карначо (шп. Esteban Piñero Camacho; Кадиз, Шпанија, 28. фебруар 1981) је шпански певач и члан групе Ди'Неш.

## Ди'Неш
Године 2006. формирао је групу Ди'Неш са пријатељима Михаелом Енетом Сотомајором, Франсиском Хавијером Алварезом Колинетом и Антониом Мартосом Ортизом.

## Дискографија
- 2006 - Capaz de Todo
- 2006 - Capaz de Todo - Edicion Especial
- 2007 - Capaz de Todo - Misión Eurovisión
- 2007/08 - Todo Va a Cambiar
- 2011 - Garabatos